# Pays toulousain
Le Pays toulousain est une région naturelle de France située autour de Toulouse, en Haute-Garonne, dans le bassin de la Garonne.

## Géographie
Le Pays toulousain entoure Toulouse et ses banlieues, une des principales métropoles régionales françaises. La croissance récente rapide de cette métropole influe sur les données géographiques locales. Avec des constantes : il y a 2000 ans déjà, Strabon avait écrit que Tolosa (Toulouse) (donc le Pays toulousain actuel) était situé au milieu de l'isthme (européen) entre la mer Méditerranée (à l'est) et l'océan Atlantique (à l'ouest).
Ce Pays, assez proche aussi des Pyrénées (au sud) et du Massif central (au nord est), est dans la plaine alluviale de la Garonne, fleuve pyrénéen d'origine, comme son affluent l'Ariège dont le point de confluence avec la Garonne est proche, au sud de Toulouse. En amont de ce lieu, Frédéric Zégierman, place le Pays toulousain en rive gauche (à l'ouest) de la Garonne.
A l'ouest, le Pays toulousain est limité par le plateau ou forêt de Bouconne installée sur les terrasses de la Garonne, frontière pluriséculaire entre Gascons et Languedociens, proche de la limite entre le Gers et la Haute-Garonne.
A l'est, le Pays toulousain est limitrophe du Lauragais, traversé lui aussi par le canal du Midi, et qui inclut la ligne de partage des eaux entre le bassin de la Garonne et le bassin de l'Aude. Plus au sud, et comme dit plus haut, ce Pays a pour limite est la Garonne.

## Géologie
Située sur un territoire bien irrigué par la Garonne et ses affluents la Louge, le Touch, Aussonnelle ainsi que le canal de Saint-Martory qui permirent les cultures maraîchères puis le développement d'une agriculture intensive vers la fin du XXe siècle.

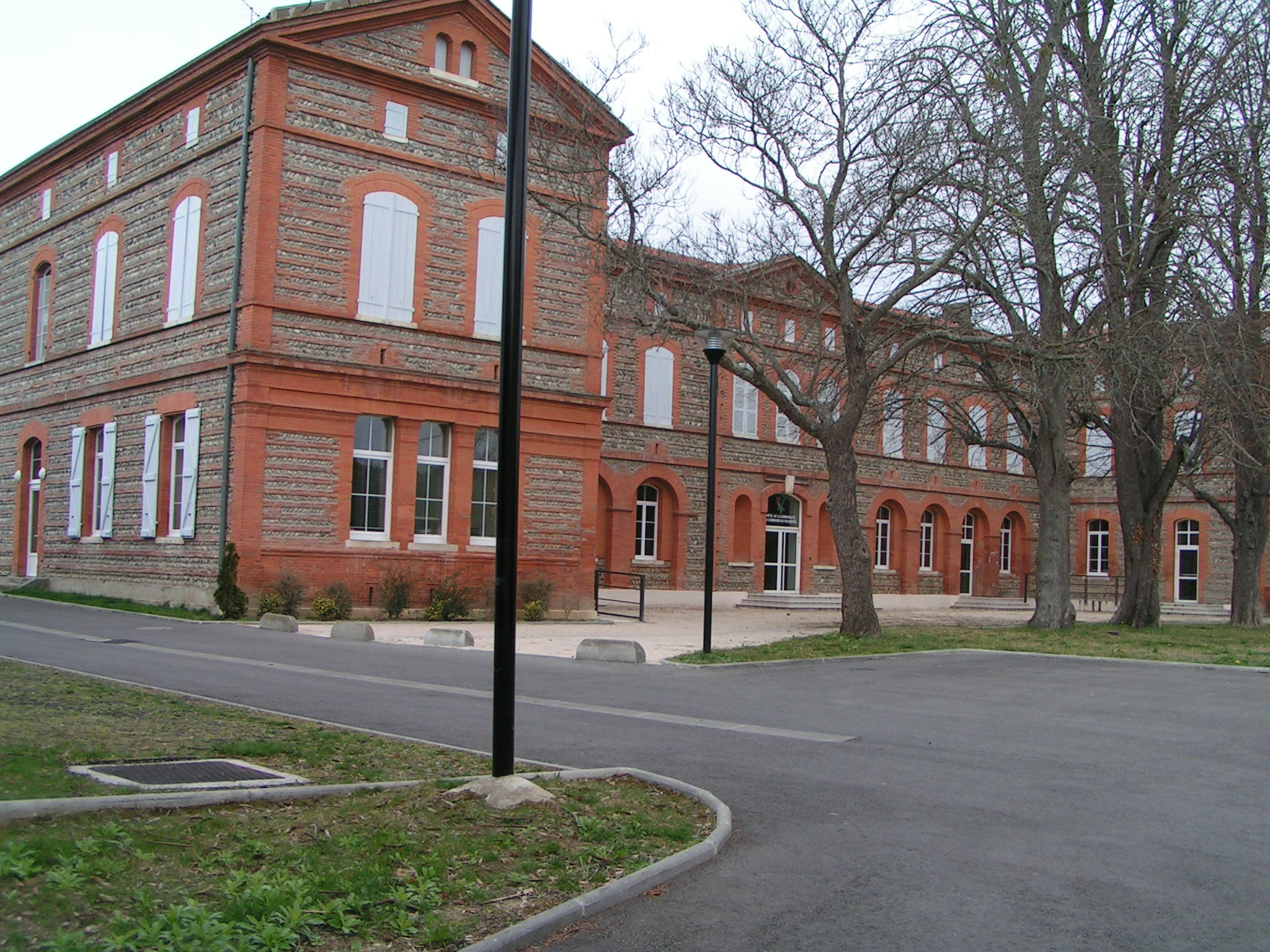
Maison Jallier construite en briques rouges et galets issue de Garonne et de gravière

La région possède de nombreuses gravières, qui permirent et qui permettent la construction de l'agglomération de Toulouse en galets et sable issue au début de la Garonne puis de ces gravières, le tout agrémenté de briques rouges pour certaines et d'autres construites entièrement de briques issues d'argile alluviale des terrasses de la Garonne.

## Pour approfondir